# Odacidae
Famille
Les Odacidae forment une famille de poissons de l'ordre des Perciformes.

## Liste des genres
Selon ITIS (19 avr. 2013) et World Register of Marine Species (3 juin 2014) :
- genre Haletta Whitley, 1947
- genre Neoodax Castelnau, 1875
- genre Odax Valenciennes in Cuvier & Valenciennes, 1840
- genre Siphonognathus Richardson, 1858

Selon FishBase (3 juin 2014) :
- genre Haletta Whitley, 1947
  - Haletta semifasciata
- genre Heteroscarus
  - Heteroscarus acroptilus
- genre Neoodax Castelnau, 1875
  - Neoodax balteatus
- genre Odax Valenciennes in Cuvier & Valenciennes, 1840
  - Odax cyanoallix Ayling & Paxton, 1983
  - Odax pullus
- genre Olisthops
  - Olisthops cyanomelas Richardson, 1850
- genre Siphonognathus Richardson, 1858
  - Siphonognathus argyrophanes Richardson, 1858
  - Siphonognathus attenuatus
  - Siphonognathus beddomei
  - Siphonognathus caninis
  - Siphonognathus radiatus
  - Siphonognathus tanyourus Gomon & Paxton, 1986

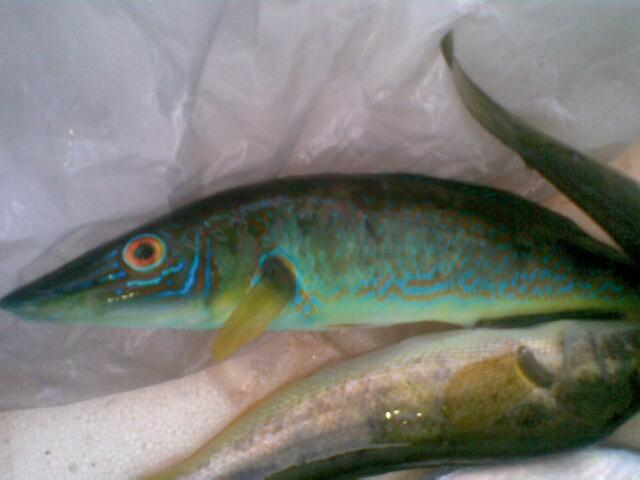
Haletta semifasciata
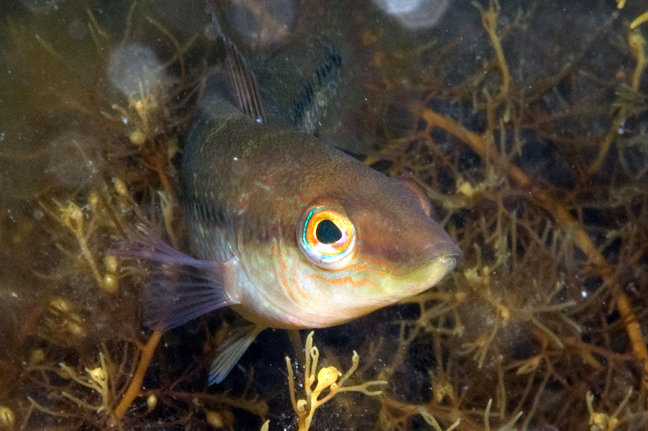
Neoodax balteatus
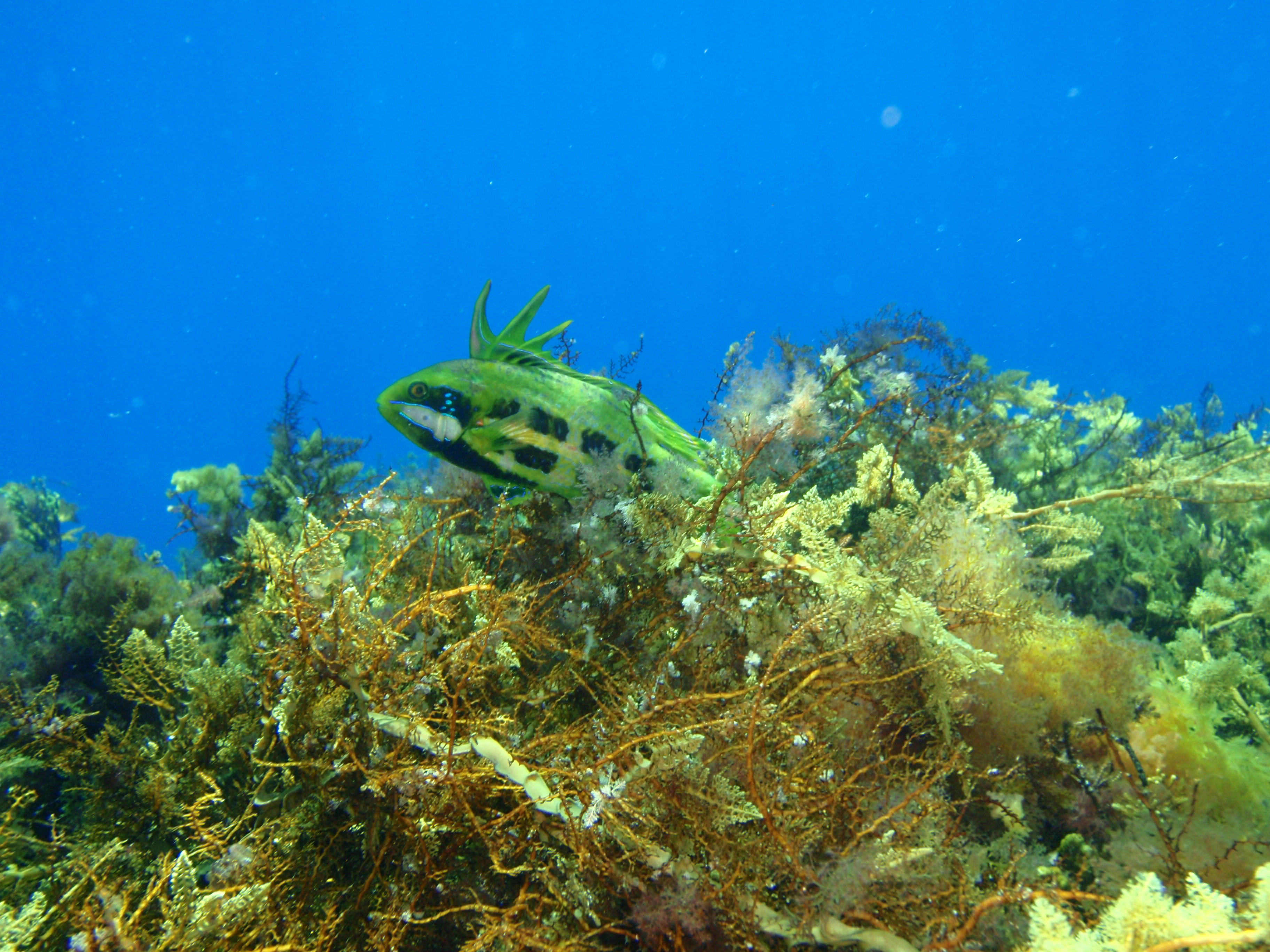
Heteroscarus acroptilus